# O Feijão e o Sonho (telenovela)
O Feijão e o Sonho é uma telenovela brasileira produzida e exibida pela TV Globo de 28 de junho a 9 de outubro de 1976, em 89 capítulos. Substituiu Vejo a Lua no Céu e foi substituída por Escrava Isaura, sendo a 9ª "novela das seis" exibida pela emissora. 
Adaptada do romance homônimo, de Orígenes Lessa, foi escrita por Benedito Ruy Barbosa e dirigida por Herval Rossano.

## Enredo
A vida do casal Campos Lara, entre o sonho e a dura realidade. Juca é um poeta que vive a embalar o sonho da criação literária, alheio aos aspectos práticos da luta pela sobrevivência. Casado com Maria Rosa, uma abnegada dona de casa, a relação é um desajuste só. Juca sonhando, escrevendo poesias; Maria Rosa batalhando, preocupando-se e, principalmente, azucrinando a vida do irresponsável marido. Os rendimentos conseguidos pelo poeta, dando aulas ou escrevendo para os jornais, são extremamente escassos e insuficientes para fazer frente às despesas da família. Pula de emprego em emprego, vê seus alunos escaparem e os que permanecem são os que não podem pagar. Enquanto isso, Maria Rosa luta desesperadamente contra a miséria e o infortúnio.
A história acompanha as diversas fases da vida do casal. O encontro romântico na mocidade, o duro da convivência classe média, os problemas com os filhos. A incompreensão entre o casal toma ainda maiores proporções quando a irmã de Maria Rosa, Creuza, e seu cunhado Gomes, um homem sem cultura mas de grande tino comercial, enriquecem. Comparando o nível intelectual do marido com o do cunhado e sentindo na pele o peso de sua pobreza em relação à fortuna da irmã, Maria Rosa revolta-se ainda mais compelindo Juca a trabalhar em funções que simplesmente o violentam.
Depois de uma guerra de vida inteira, Maria Rosa se defronta com o único filho homem que, apesar de tudo que ela tentara lhe ensinar, sofre do mesmo mal do pai: quer ser poeta, para orgulho de Juca.

## Elenco
- Nívea Maria - Maria Rosa
- Cláudio Cavalcanti - Campos Lara (Juca)
- Lúcia Alves - Creuza
- Roberto Bonfim - Gomes
- Roberto de Cleto - Joel

### Primeira e segunda fase (1925 a 1927)
- Aurimar Rocha - Bento
- Lícia Magna - Nair
- Marcos Bernstein - Bentinho
- Otávio César - Godói
- Paulo Ramos - Davi
- Fátima Freire - Candinha
- Reny de Oliveira - Filomena
- Rejane Schumann - Ana Maria
- Ana Cristina - Joaninha
- Rose Addário - Laís
- Elias Araújo - Miguelzinho

### Segunda fase (1927)
- Mário Cardoso - Felício
- Elizângela - Cidoca
- Átila Iório - Sebastião
- Gracinda Freire - Mariana
- Maria das Graças - Ritinha
- José Steinberg - Belchior

### Terceira fase (1937)
- André Valli - Chico Matraca
- Marco Nanini - Oficial
- Isaac Bardavid - Ribas
- Nanai - Pachola
- Lady Francisco - Tude
- Aguinaldo Rocha - Alonso
- Dorinha Duval - Noca

### Quarta fase (1946)
- Myrian Rios - Irene
- Lídia Brondi - Anita
- José Maria Monteiro - Almeida
- Élcio Romar - Ivan
- Samir de Montemar - Péricles
- Eduardo Machado - Clóvis
- Sebastian Archer - João
- Isolda Cresta - Dona Aparecida
- Carlos Duval
- Hemílcio Fróes
- Lauro Góes - Rubinho
- Lourdes Mayer
- Edson Rabello - Evaristo
- Marcus Toledo
- Maria Helena Velasco

## Trilha sonora
1. "Meu Poeta, Minha Vida"
2. "Barcarola"
3. "Solteiro é Melhor"
4. "Canção de Ninar"
5. "Xote Pop"
6. "Abertura"

- Sonoplastia: Guerra Peixe Filho
- Diretor de produção: Guto Graça Mello
- Produção, músicas e arranjos: Waltel Branco

## Exibição
Foi reprisada entre 02 de maio a 26 de agosto de 1977, em 85 capítulos, às 13h30, substituindo Vejo a Lua no Céu e sendo substituída por Escrava Isaura.